# 幽威

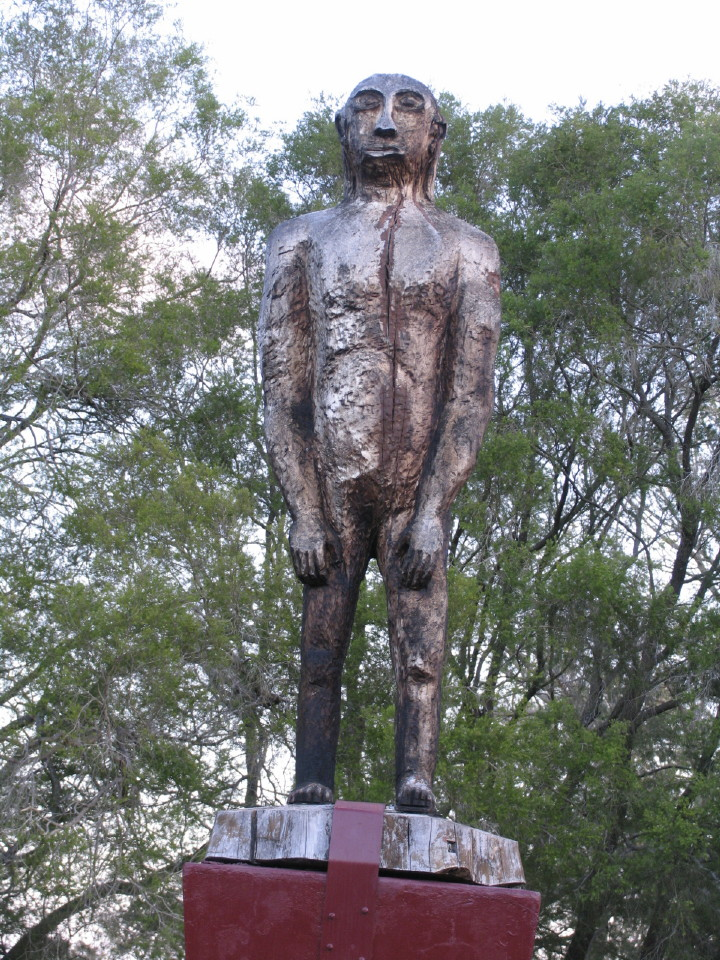
幽威的塑像

幽威（Yowie）是一種神秘生物，傳說出現在澳大利亚的荒野之中。幽威這個名稱是來自於澳大利亞原住民的神話故事。有些人認為這種生物（或牠們的近親）在世界各地都有出現的蹤跡，例如喜馬拉雅山的雪人、中國的野人與北美洲的大脚怪。

## 解釋
澳洲没有灵长类动物，但近年来的研究显示，巨型短面袋鼠属很可能是直立行走的，所以幽微可能是当地土著对某种巨型短面袋鼠的民间记忆（或者残存至现代的种群）

## 外部連結
- The Yowie File （页面存档备份，存于）
- Occultopedia Yowie Page （页面存档备份，存于）
- Cryptid Zoo Yowie Page （页面存档备份，存于）